# Jean-Louis Le Touzet
Jean-Louis Le Touzet, né le 20 décembre 1961 à Pabu (Côtes-d'Armor), est un journaliste français.

## Carrière
Journaliste indépendant et écrivain, il collabore régulièrement à différentes revues et sites de presse : Le Monde, Voiles et Voiliers, XX1, l'Equipe, Mediapart, Zadig (crée et lancé par Eric Fottorino).
Grand reporter au quotidien Libération pendant 25 ans, il a été longtemps spécialisé dans le sport (cyclisme, voile, handball, football, athlétisme), tout en collaborant régulièrement à la rubrique Portraits (Coffe, Enrico Macias, Arno, Benoit Poolevorde ) et au service Politique. Grand reporter au service Étranger, spécialisé dans les conflits du Proche Orient et de l’Afrique.
Il a suivi le Tour de France pendant plus de 20 ans pour Libération et ses chroniques ont été éditées dans un livre paru en 2014, Un vélo dans la tête Éditions Stock.
Il est aussi  "écrivain fantôme" ("nègre littéraire"). Il a par exemple écrit ocean’s song pour Olivier de Kersauzon.

## Récompenses et distinctions
En février 2012, il est lauréat du Prix Louis Hachette de la presse écrite pour un reportage sur la fille de Khadafi . 
Juin 2014, il obtient le prix Jacques Goddet, le meilleur article sur le Tour de France 2013.